# Honfleur
Honfleur es una comuna portuaria francesa  del departamento normando de Calvados. 

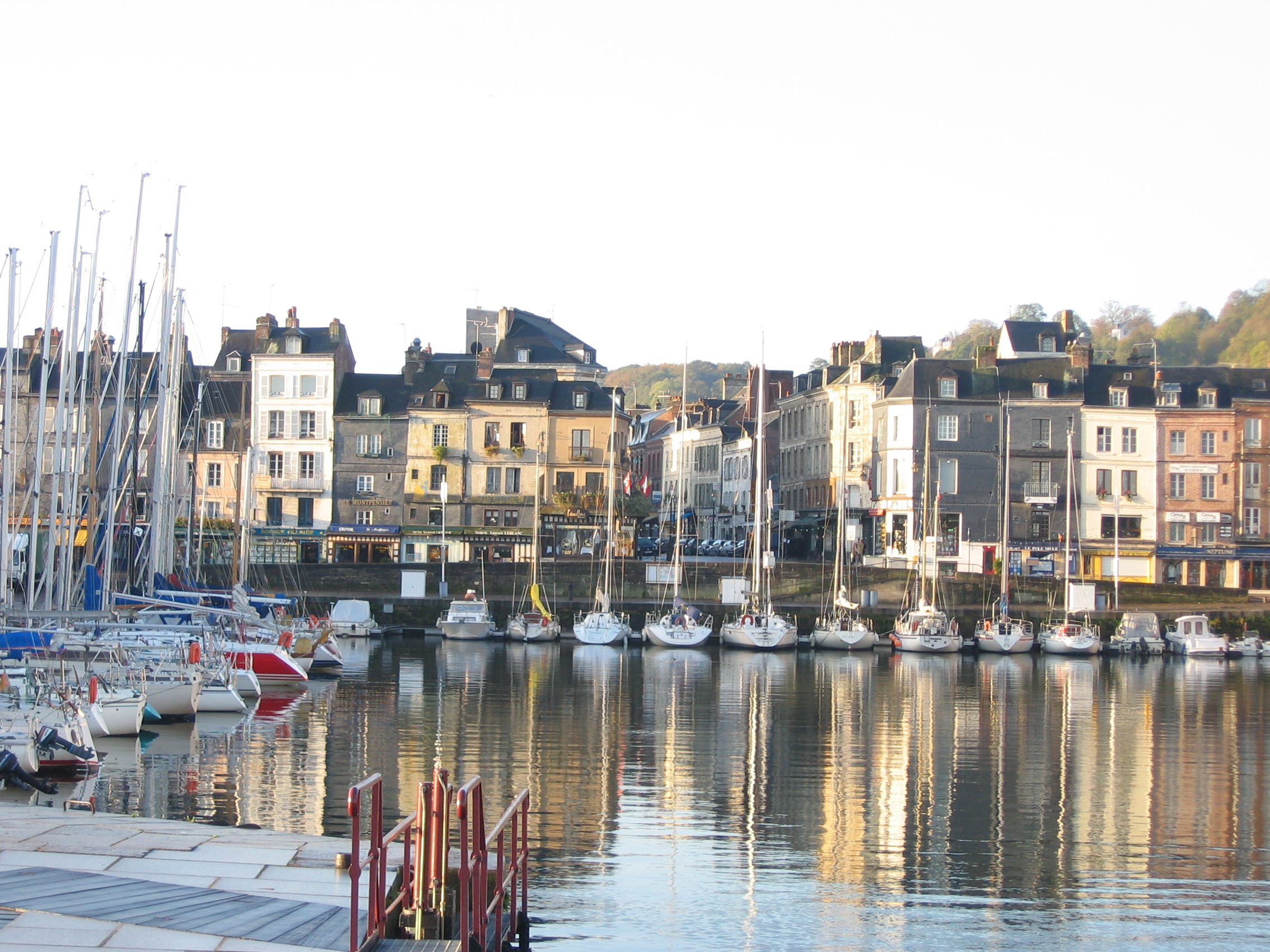
Honfleur

Se encuentra en la parte sur del estuario del río Sena, muy próximo al puente de Normandía, que la comunica con El Havre. Es especialmente reconocida por su pintoresco y antiguo puerto, que fue pintado muchas veces por artistas como Gustave Courbet, Claude Monet y Johann Jongkind, quienes formaron la École de Honfleur, que contribuyó al surgimiento del movimiento impresionista. La iglesia de Santa Catalina posee una cúpula separada del edificio principal y es la iglesia más grande de Francia construida en madera. 
Honfleur fue el escenario de un célebre asedio durante la Guerra de los Cien Años.

## Historia
La primera mención escrita atestiguando la existencia de Honfleur proviene de Ricardo III, duque de Normandía, en el año 1027. También se ha probado que a mediados del siglo XII la ciudad representaba un punto importante en el tránsito desde Ruan hacia Inglaterra.
Localizada en la desembocadura del río Sena, en contacto con el mar y sustentada por unas tierras relativamente ricas, Hounfleur sacó ventaja de su posición estratégica, la cual comenzó a notarse durante la Guerra de los Cien Años. Carlos V de Francia reforzó la ciudad con el objetivo de cerrar el estuario del Sena para los ingleses, con el apoyo del puerto cerrado de Harfleur. Sin embargo, Honfleur fue tomada y ocupada por los ingleses en 1357 y desde 1419 hasta 1450. En 1415 se produjo un gran asedio que culminó con la captura de Harfleur por las tropas del rey inglés Enrique V. Este sitio y toma de la ciudad forma parte de la misma campaña que la batalla de Azincourt (o Agincourt), ocurrida unas semanas después.
Fuera de este período, con frecuencia partían grupos de saqueadores para pillar las costas inglesas, como sucedió con la ciudad de Sandwich en Kent, Inglaterra en 1457 cuando los franceses destruyeron parcialmente la ciudad en un ataque.
Luego de la Guerra de los Cien Años y hasta finales del siglo XVIII Honfleur experimentó un gran crecimiento del comercio marítimo, con algún disturbio en la época de las guerras de religión del siglo XVI. Incluso la ciudad formó parte de grandes descubrimientos, en particular en 1503 con la partida de Binot Paulmierde Gonneville a las costas de Brasil y con la partida de la expedición que dirigía Samuel de Champlain, en 1608 que finalizó con la fundación de Quebec.
A partir de este período el puerto de Honfleur prosperó con la multiplicación de comunicación con Canadá, las Antillas, África y las Islas Azores, haciendo que la ciudad se convirtiera en uno de los cinco puertos más importantes para el comercio de esclavos en Francia.
Las guerras de la Revolución Francesa y el Primer Imperio, y en particular con el bloqueo continental, causaron la ruina de Honfleur, que fue restaurada sólo parcialmente durante el siglo XIX con el resurgimiento del mercado de maderas con el norte de Europa. Sin embargo, el ascenso fue limitado por la obstrucción del puerto, el cual, sin embargo, permanece funcionando hasta el día de hoy.

## Administración

### Cantón de Honfleur
Honfleur es la ciudad cabecera del cantón que incluye a las comunas de Ablon, Barneville-la-Bertran, Cricquebœuf, Équemauville, Fourneville, Genneville, Gonneville-sur-Honfleur, Honfleur, Pennedepie, Quetteville, La Rivière-Saint-Sauveur, Saint-Gatien-des-Bois y Le Theil-en-Auge.

### Organismos intercomunales[6]
Estas 13 comunas a su vez forman la «Communauté de Communes du Pays de Honfleur», cuya sede es esta comuna.
Además de a esta communauté de communes, Honfleur pertenece a cinco sindicatos intercomunales. El SIVOM de Honfleur et de sa Région, constituido en 1971, se encarga de actividades de transporte escolar, desarrollo económico, actividades periescolares, turismo, saneamiento público y servicios funerarios. El SIVU Sigaz du Calvados, constituido en 1997, y el SM SDEC Energie, constituido en 1938, realizan actividades de generación y distribución de energía. El SM Parc d'Activités Calvados Honfleur, constituido en 2003, gestiona zonas industriales, portuarias y aeroportuarias. El SM Production d'Eau Région Nord Pays d'Auge, constituido en 2000, gestiona la captación, el tratamiento y la distribución de aguas potables.

## Demografía[1]
| 9 256 | 8 664 | 9 724 | 9 637 | 9 580 | 9 130 | 9 912 | 9 361 | 9 129 | 9 553 | 9 946 | 9 061 | 9 271 | 9 601 | 9 726 | 9 450 | 9 297 | 9 610 | 9 451 | 9 298 | 8 707 | 8 491 | 8 031 | 7 861 | 7 931 | 8 661 | 9 141 | 9 292 | 9 188 | 8 495 | 8 272 | 8 178 | 8 177 |
| Para los censos de 1962 a 1999 la población legal corresponde a la población sin duplicidades (Fuente: INSEE [Consultar]) |       |       |       |       |       |       |       |       |       |       |       |       |       |       |       |       |       |       |       |       |       |       |       |       |       |       |       |       |       |       |       |       |

## Patrimonio

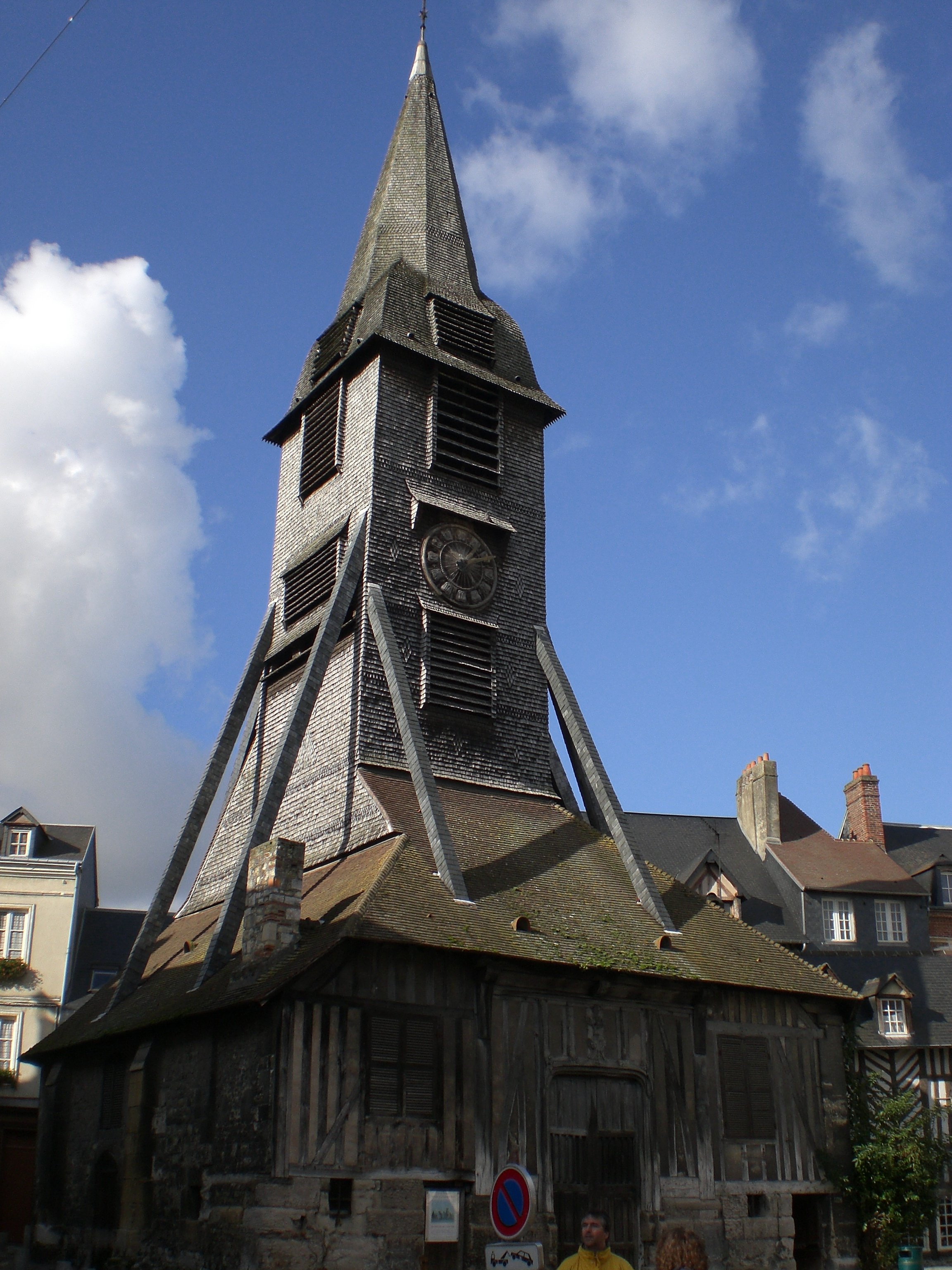
Iglesia Santa Catalina.

### Iglesia de Santa Catalina
La iglesia está dedicada a Santa Catalina de Alejandría, cuya talla en madera se puede observar en la puerta principal de la iglesia. La primera nave es la  parte más antigua del edificio, que data de la segunda mitad del siglo XV, construida poco después de la Guerra de los Cien Años a través de la utilización de elementos de construcción naval, dando la apariencia de un casco de barco invertido. 
Luego, el campanario fue construido a una distancia segura de la nave, para evitar que, en caso de incendio, los feligreses presentes en el edificio se vieran envueltos en llamas. De hecho, la torre atrae a los rayos debido a su altitud y su posición en la ladera.
En el siglo XVI, se agrega una segunda nave, cuya bóveda está en consonancia con arcos de madera de las iglesias góticas. Además, se amplían las dos naves adicionales.
Las vigas utilizadas para la realización de los pilares de la nave y los pasillos son de longitud desigual, debido a que en esa época, ya no había troncos de roble suficientemente largos  para construirlas. 
Los tramos del coro, cuya construcción fue retomado en el siglo XIX, son de calidad bastante pobre y el tejado que los corona, se eleva por encima de las partes antiguas.
El porche neonormando ha sido construido sobre el modelo de las iglesias rurales de Normandía de principios del siglo XX. Este reemplaza un pórtico monumental de estilo neoclásico, construido en el  siglo precedente que podemos ver representado en ciertas telas de Jongkind o de Boudin. El pórtico meridional es de estilo renacentista. 
Es para destacar, el órgano clásico proveniente de la parroquia de Saint-Vincent de Rouen y el  balcón Renaissance adornado con figuras de músicos. Vitrales del siglo XIX decoran las ventanas del coro iglesia al este.

### Iglesia de San Esteban
Antigua iglesia parroquial de estilo gótico (siglos XIV y XV). Es la más antigua de la ciudad. Está construida de piedra calcárea con sílex y piedra de Caen. Es destacar que la ciudad de Honfleur se encuentra enclavada en la frontera entre estos dos tipos de formaciones calcáreas.
Ver imagen: https://web.archive.org/web/20081116160850/http://ot-honfleur.fr/photo_grande/eglise_st_etienne.jpg

### Iglesia San Leonardo

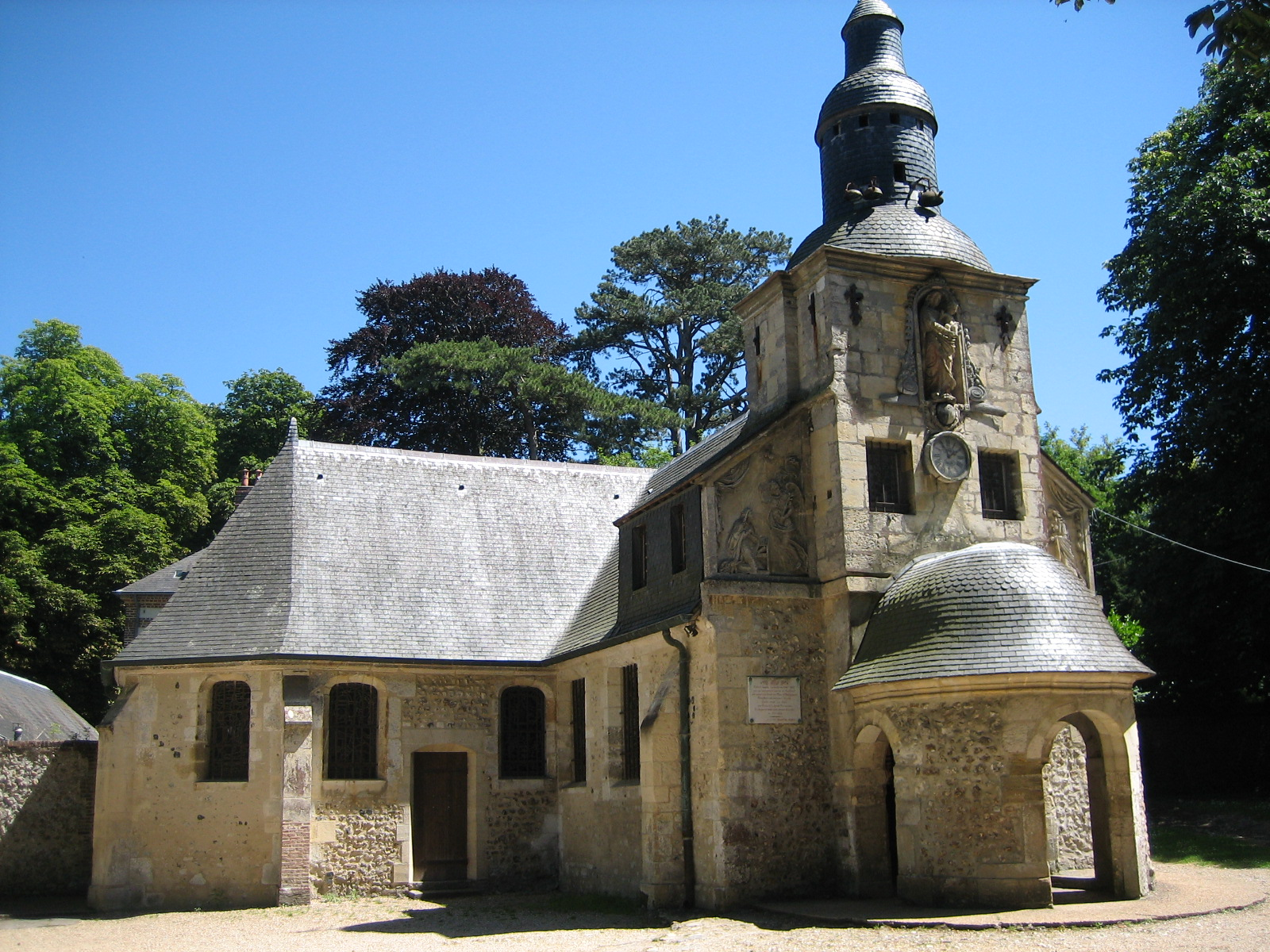
Capilla de Gracia.

La fachada es de estilo gótico flamígero, pero el resto del edificio fue reconstruido en los siglos XVII y XVIII, lo que explica la forma particular del campanario formando una especie de cúpula.
Ver imagen: Église Saint-Léonard (enlace roto disponible en Internet Archive; véase el historial, la primera versión y la última).

### Capilla de Gracia
Este edificio, reconstruido tras el hundimiento del acantilado, contiene un órgano fabricado por el maestro organero parisiense Jean François Dupont en 1990. Por fuera, podemos ver las campanas de los peregrinajes.